# Římskokatolická farnost Břežany u Znojma
Římskokatolická farnost Břežany u Znojma je územní společenství římských katolíků s farním kostelem Zvěstování Páně v obci Břežany ve znojemském děkanství.

## Historie farnosti
První písemná zmínka o vsi pochází z roku 1222. V tomto roce zde byl vysvěcen původní kostel sv. Bartoloměje. Do té doby byly Břežany součástí farnosti Pravice, písemnými prameny doložené k roku 1191. Kostel během staletí velmi zchátral. Při svatbě hraběnky Gabriely Lichtenštejnové (1738) ze vstupního portálu vypadnul kámen. Hraběnka složila slib, že pokud se na ni při svatbě kostelík nezřítí a ona se někdy stane dědičkou rodového majetku (v tu chvíli to bylo nepravděpodobné), nechá postavit nový kostel. To se stalo v letech 1765–1771. Kostel byl zasvěcen patrociniu Zvěstování Páně.

## Duchovní správci
Farářem je od 1. srpna 2003 R. D. Mgr. Petr Bartoněk.

## Bohoslužby
| Kostel                 | Místo     | Bohoslužba (den) | Hodina                        | Poznámka        |
| ---------------------- | --------- | ---------------- | ----------------------------- | --------------- |
| Zvěstování Páně        | Břežany   | neděle           | 9.00, 16.00 (klášterní kaple) | farní kostel    |
| Zasnoubení Panny Marie | Mackovice | neděle           | 7.30 (1x za 14 dní)           | filiální kostel |

## Aktivity ve farnosti
Dnem vzájemných modliteb farností za bohoslovce a bohoslovců za farnosti brněnské diecéze je 11. prosinec. Adorační den připadá na nejbližší neděli po 10. červnu.
Ve farnosti se pravidelně koná tříkrálová sbírka. V roce 2017 činil její výtěžek v Břežanech 7 555 korun, v Mackovicích 8 484 korun a v Pravicích 7 525 korun.
Farnost se v roce 2010 zapojila do projektu Noc kostelů.